# Route romantique

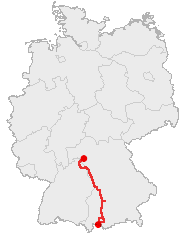
Situation de la Route romantique.

En Allemagne, la Route romantique (Romantische Straße), de Wurtzbourg à Füssen, parcourt sur 350 km, du Main jusqu’aux Alpes, la Franconie, la Haute-Bavière et la Souabe bavaroise.

## Histoire

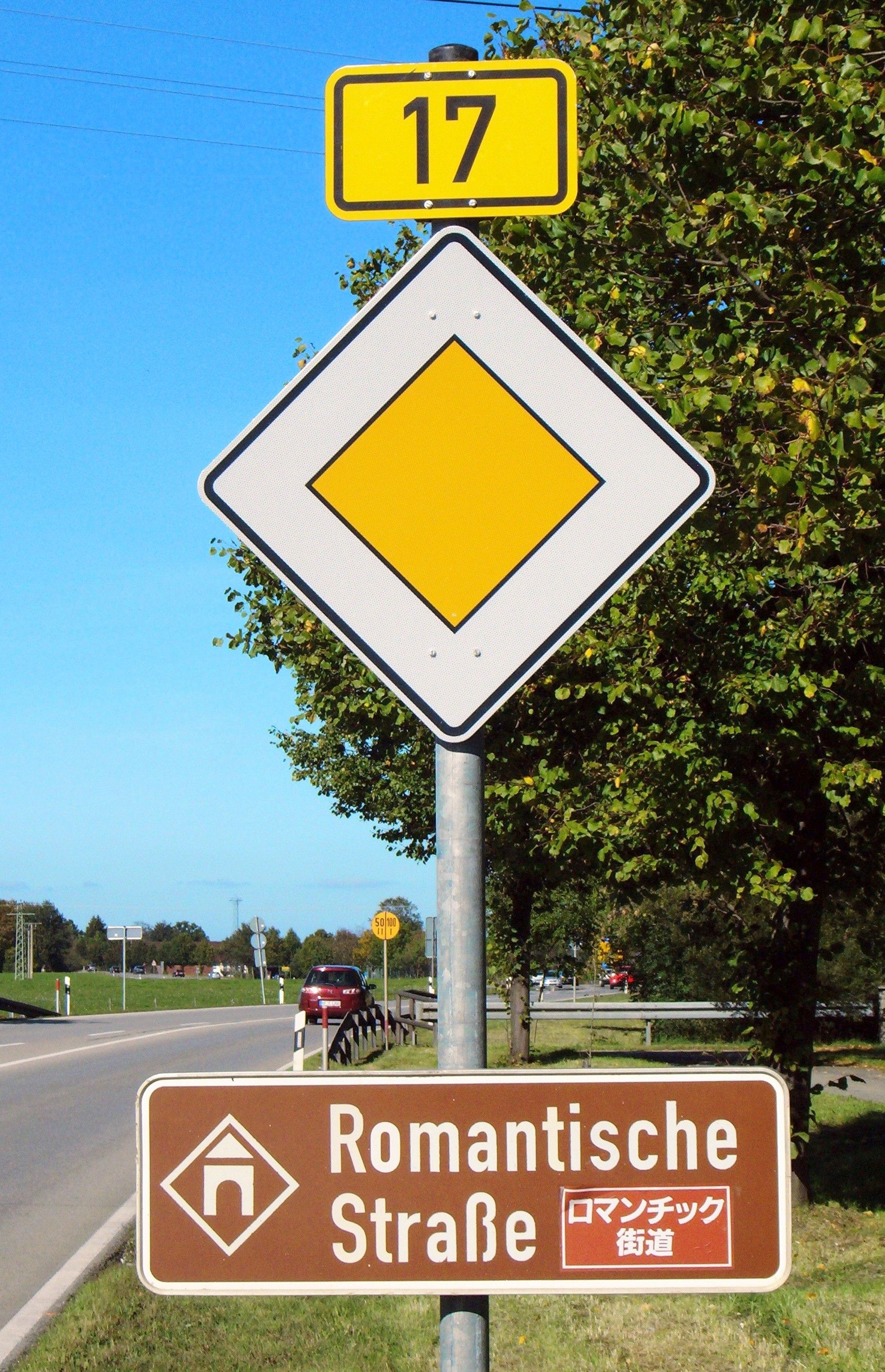
Signalétique bilingue (allemand-japonais)

La première route est construite par les Romains : pour la partie sud, au moins, la Via Claudia suit le cours de la rivière Lech de Füssen à Augsbourg, mais le fait le long d'un itinéraire différent. En 47 apr. J.-C., la Via Claudia Augusta a été allongée de Füssen à Augsbourg, puis vers le Danube.
La Route romantique a été créée dans les années 1950, au moment de la reconstruction de l'Allemagne, dans le but d'attirer des touristes et plus particulièrement des Américains. Le but était de restaurer l'Allemagne en tant que destination de vacances après les années du Troisième Reich. Avec les villes médiévales le long de la Route romantique, les autorités allemandes voulaient montrer aux vacanciers du monde entier un autre aspect, vivant et multiforme de l'Allemagne - un pays pleinement intégré dans l'histoire de l'Europe.
Les touristes sont venus en nombre sans cesse croissant, y compris des États-Unis. Au début du XXIe siècle, le terme « Route romantique » est écrit également sur les panneaux en japonais. Par exemple, selon un sondage effectué dans les années 1990, 93 % des touristes japonais en ont entendu parler. On les rencontre surtout au château de Neuschwanstein, à l'église de Wies et à Rothenburg ob der Tauber.

## Description
La Route romantique est probablement la jonction la plus attrayante entre plus de deux douzaines de villes du Sud de l'Allemagne, répertoriées dans les guides de voyage sur la région. Les plus connues d'entre elles sont : Rothenburg ob der Tauber, le vin de Franconie ; la cathédrale baroque et la ville de Wurtzbourg ; Füssen ; Augsbourg, la ville de la famille Fugger, et Dinkelsbühl. Les visiteurs qui ont déjà parcouru la totalité de la route romantique connaissent aussi Landsberg ou Nördlingen, Bad Mergentheim avec son château de l'ordre Teutonique et Feuchtwangen. Au gré de vallées fluviales ou de collines fertiles, cet itinéraire de 350 km fait revivre à chaque étape des aspects du passé germanique : grandes heures des cités médiévales (Rothenburg ob der Tauber, Nördlingen, Dinkelsbühl), prestige de la chevalerie teutonique (Bad Mergentheim), ou encore faste baroque des cours épiscopales ou des villes impériales telles que Wurtzbourg et Augsbourg...
Elle traverse les communes de  :
- Wurtzbourg
- Tauberbischofsheim
- Lauda-Königshofen
- Bad Mergentheim
- Weikersheim
- Röttingen
- Creglingen
- Rothenburg ob der Tauber
- Schillingsfürst
- Feuchtwangen
- Dinkelsbühl
- Wallerstein
- Nördlingen
- Harbourg
- Donauworth
- Augsbourg
- Friedberg
- Landsberg am Lech
- Hohenfurch
- Schongau
- Peiting
- Rottenbuch
- Wildsteig
- Steingaden et l'église de Wies
- Halblech

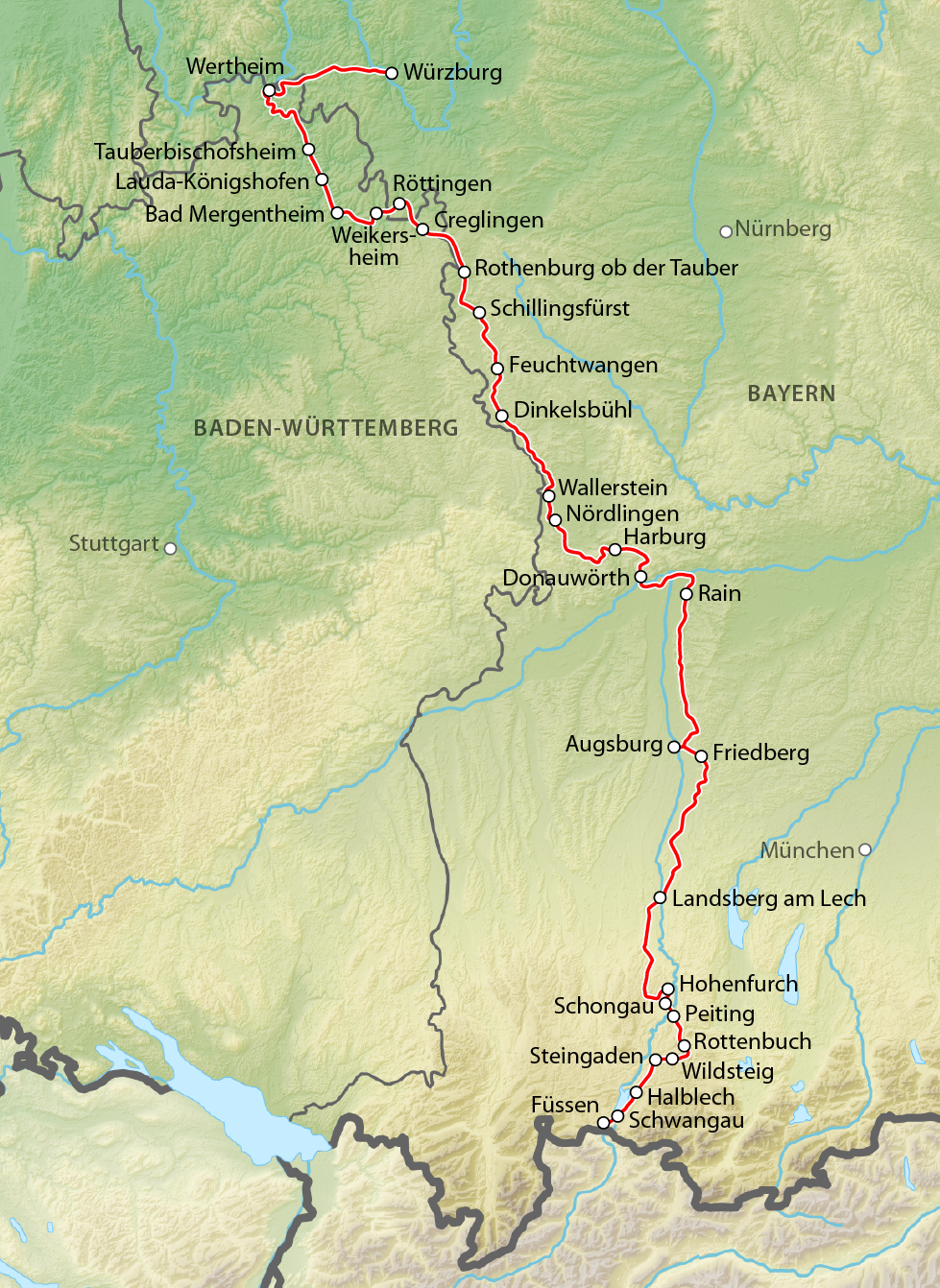
Détail des étapes de la Route romantique

- Schwangau et les châteaux de Neuschwanstein et Hohenschwangau
- Füssen

## Galerie d'images

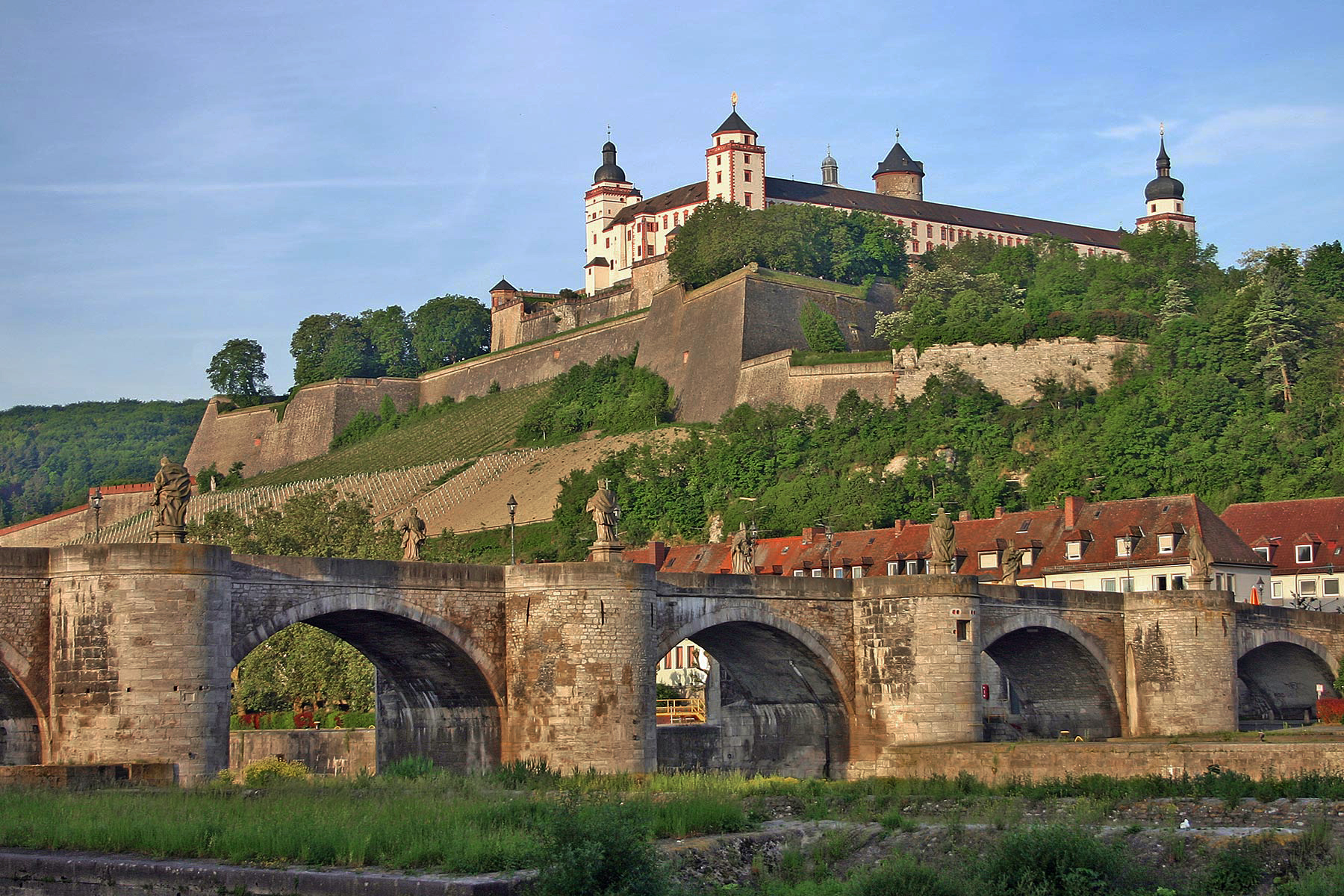
Wurtzbourg
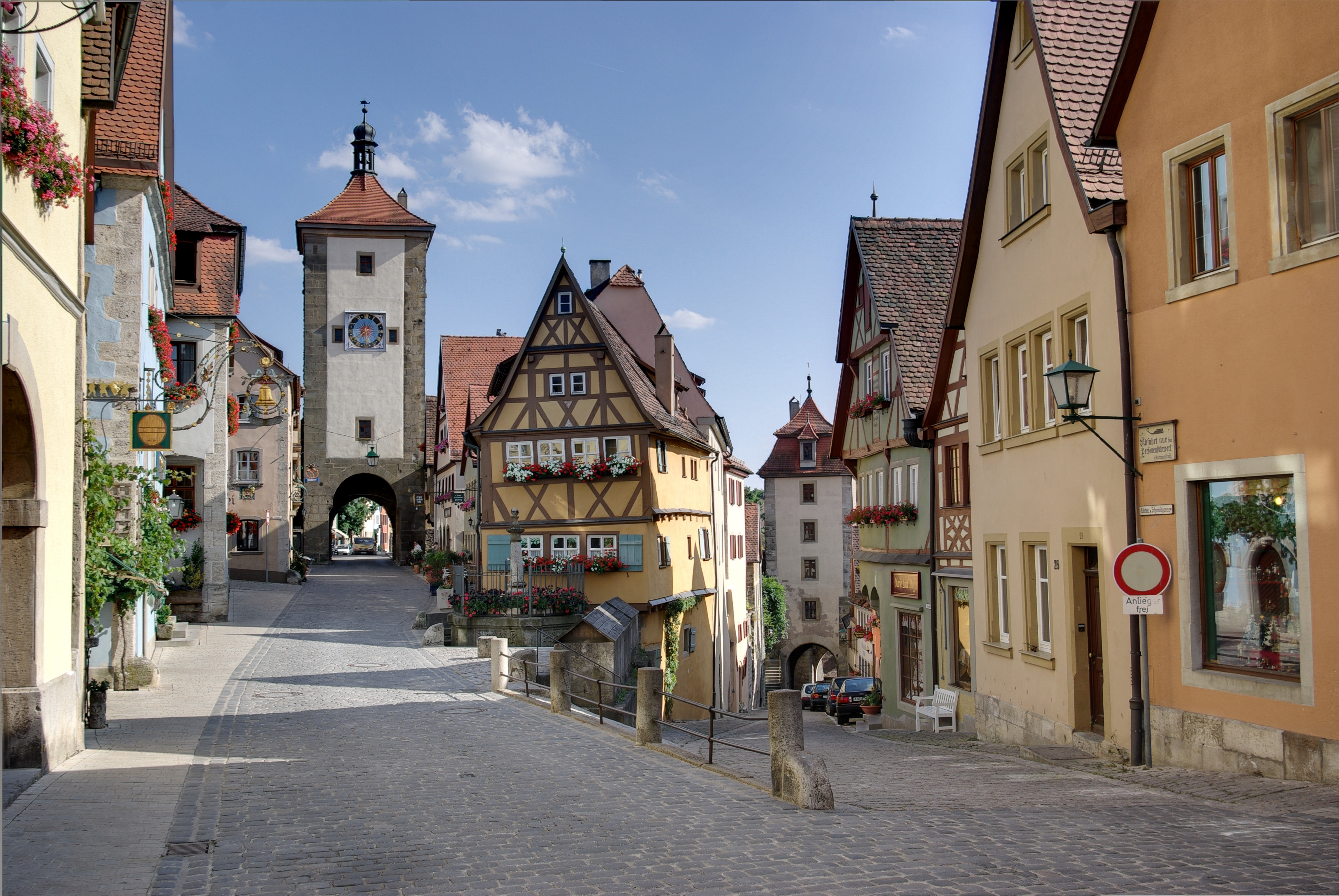
Rothenburg ob der Tauber
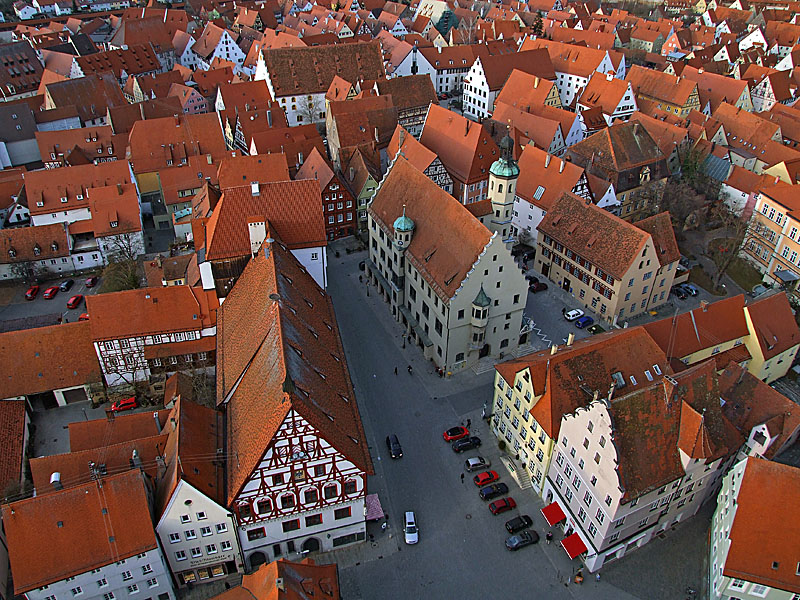
Nördlingen
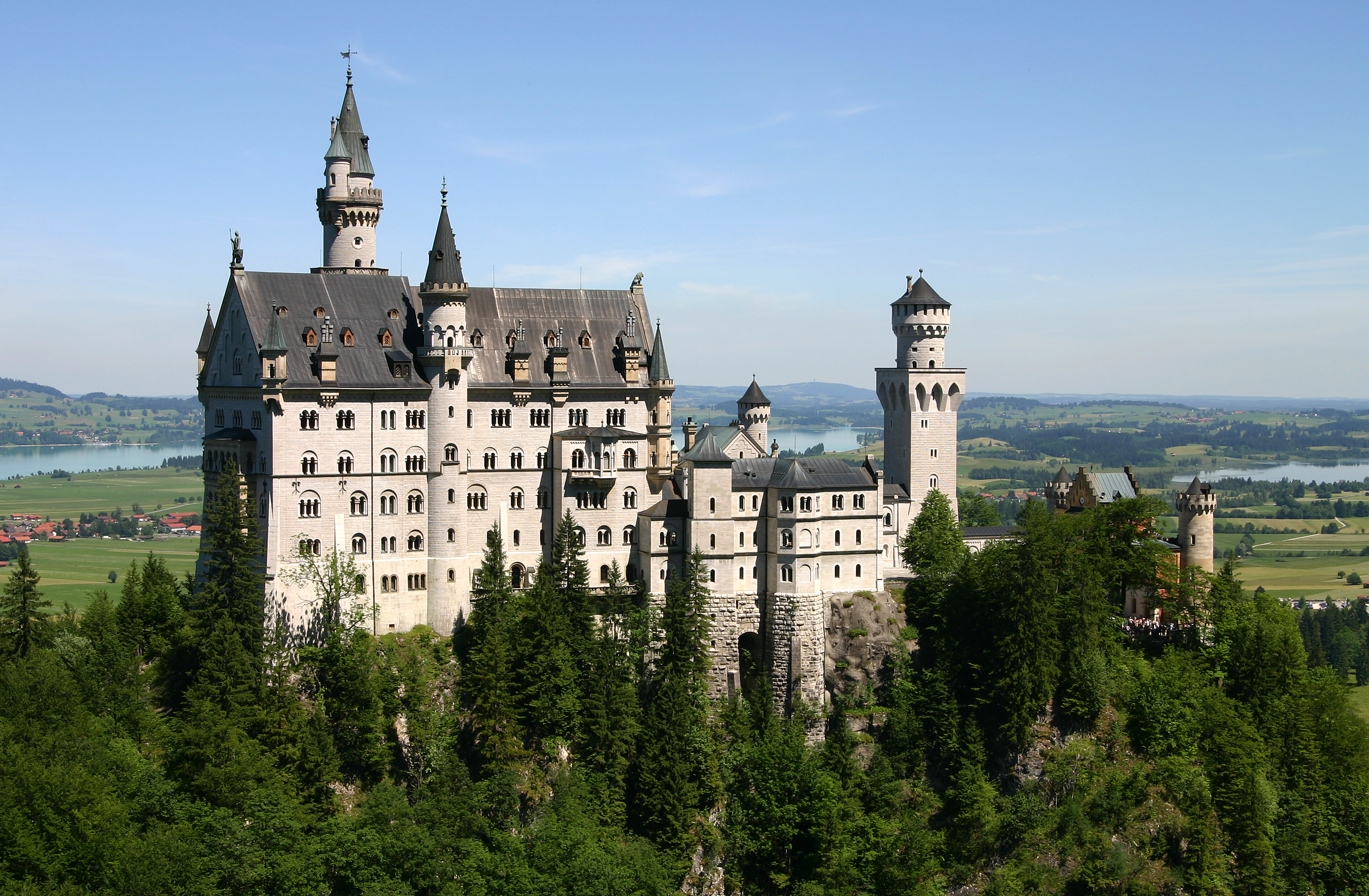
Neuschwanstein et Hohenschwangau